# Schloss Gurtweil

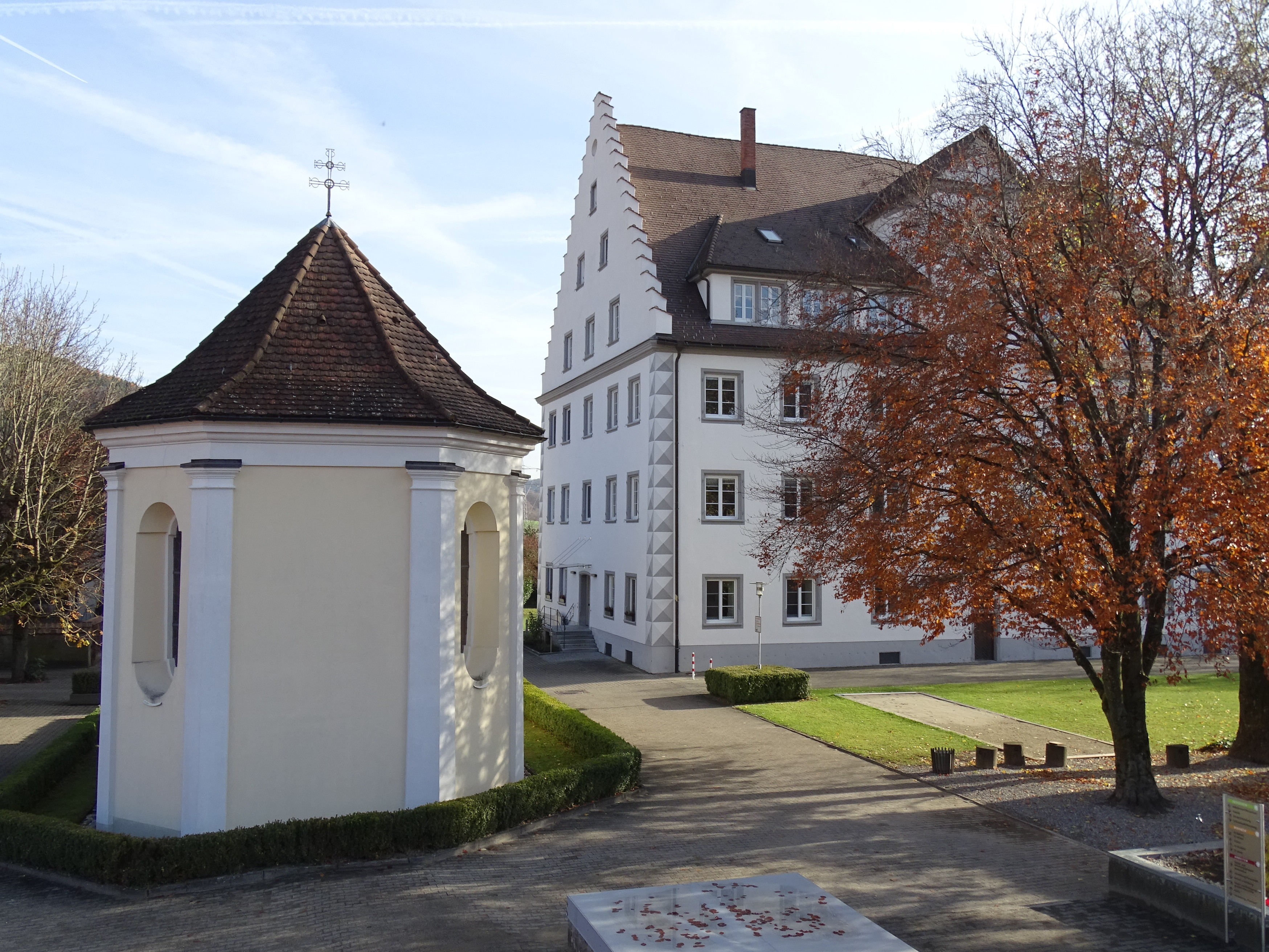
Schloss Gurtweil mit Schlosskapelle (Marienkapelle)

Das Schloss Gurtweil befindet sich im Schlüchttal in der Ortschaft Gurtweil, einem Stadtteil der Kreisstadt Waldshut-Tiengen im baden-württembergischen Landkreis Waldshut.

## Propstei des Klosters St. Blasien

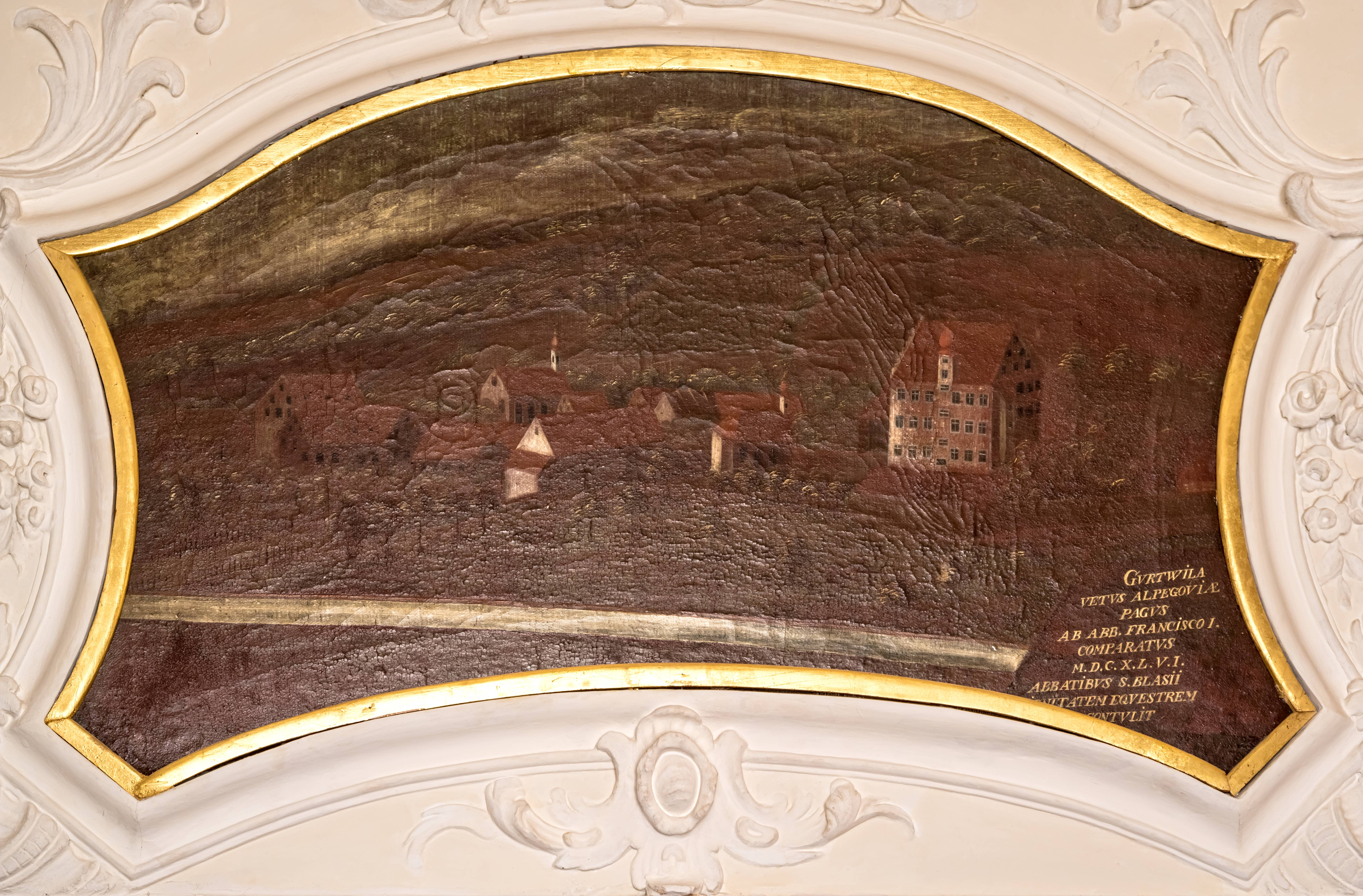
Propstei des Klosters St. Blasien auf einer Supraporte in Schloss Bürgeln

1421 erwarb Hanman von Ofteringen Burg und Herrschaft Gurtweil von Hartman von Hünenberg, die mit den Herren von Schönau durch Heirat verwandt waren. Nach den Herren von Ofteringen ging Burg und Herrschaft an die Herren von Erzingen. Der Schlossbau hatte schon einige Vorgängerbauten. Ursprünglich ein fränkischer Gutshof, entwickelte sich das Anwesen zu einem Wasserschloss, das am 13. Mai 1660 ein Raub der Flammen wurde.
Das heutige Schloss ist ein ortsbildprägender schlichter Kastenbau, der sich über drei Stockwerke erstreckt und an den Enden mit Staffelgiebeln versehen ist. 1662 wurde der Grundstein gelegt und diente dem Kloster St. Blasien als Residenz für Äbte und Klosterbrüder.
1720–1747 wurden noch Um- und Anbauten ausgeführt, so eine Orangerie (die heutige Kapelle „St. Josef“), Obst- und Blumengärten und eine große Scheuer. Die Inneneinrichtung war sehr prunkvoll, in dieser Zeit wurde vermutlich auch der schöne Renaissancekachelofen errichtet. Stuckarbeiten sind ebenfalls erhalten, sie stammen von Franz Joseph Vogel.
1697 wurde als erster Propst Martin Steinegg ernannt. In den Jahren 1732 bis 1749 war Pater Stanislaus Wülberz Propst in Gurtweil. Auch die Pröpste und Patres Trudpert Neugart, Franz Kreutter, Ignatius Gumpp, Joseph Lukas Meyer und Columban Reble wohnten dort.

## Napoleonische Kriege
1807 wurde die Propstei Gurtweil aufgehoben. Das Schloss wurde verkauft und diente u. a. auch als Lazarett für typhuskranke österreichische Soldaten. An der Ringmauer befindet sich ein Denkmal für die dort Verstorbenen. Zunächst war es eine Gruppe von 250 kranken Soldaten aus dem Regiment des Fürsten Colloredo-Mansfeld. Doch als bekannt wurde, dass in der Propstei ein Lazarett eingerichtet war, brachte man aus weiter Umgebung kranke Soldaten dorthin. Es waren vor allem österreichische Soldaten, die an Typhus starben. Nach Aufzeichnungen von Joseph Lukas Meyer sollen es in den Jahren zwischen 1813 und 1814 etwa 3000 gewesen sein. Im Dorf Gurtweil sind 250 Menschen an Typhus erkrankt (weitaus über die Hälfte der Einwohner), allein vom 15. Januar bis 21. April 1814 starben 27 Leute aus dem Dorf.

## Stätte pädagogischen Wirkens
1822 verkaufte der badische Staat das Schloss an Longin Gantert, dessen Sohn es bis 1846 besaß. 1857 wurde es auf Initiative des Pfarrers Hermann Keßler mit Hilfe von Spendern gekauft und zur „Rettungsanstalt für gefährdete und verwahrloste Mädchen“ als Kloster Mariä vom Siege.
Am 3. Dezember 1857 konnte der Pfarrer Schwestern von Ottmarsheim aus der 1845 unter dem Pfarrer Karl Rolfus gegründeten Gemeinschaft Schwestern vom Kostbaren Blut unseres Heilands im Hl. Sakrament zur Sühne und Anbetung in Steinerberg für Gurtweil gewinnen. Diese Gemeinschaft ging auf den Wunsch von Gaspare del Bufalo und auf die Gründung durch Maria de Mattias zurück.
1867 kam eine Haushaltungschule dazu. Als sich ab 1869 abzeichnete, dass das Kloster geschlossen wird, plante man in Amerika eine Neugründung, 1873 verließen 49 Schwestern die Heimat. Insgesamt wurden dann fünf Niederlassungen weltweit gegründet, so in Ruma (Illinois), Banjaluka, Gutenberg bzw. Schaan in Liechtenstein, Wichita, und in O’Fallon Einige Schwestern blieben dennoch vor Ort und setzten ihre Tätigkeit ohne Ordenskleid bis 1894 fort.
Am 1. Mai 1897 wurde das „Armenkinderheim Riegel-Gurtweil“ durch die Kirchenbehörde eröffnet. Im Auftrag des Erzbischöflichen Ordinariats verrichteten seither Franziskanerschwestern vom Göttlichen Herzen Jesu aus Gengenbach ihren Dienst im Gurtweiler Schloss.
1980 findet eine weitere Zäsur statt. Die Jugendhilfeeinrichtung schließt. Gleichzeitig etabliert sich die Behindertenhilfe der Caritas in den Räumen des Schlosses und bietet zwei Wohngruppen mit geistig behinderten Männern und Frauen ein Zuhause. Das Schloss ist bis zum heutigen Tag ein Teil des Gemeinschaftlichen Wohnens „St. Elisabeth“ in Trägerschaft der Caritaswerkstätten Hochrhein gemeinnützige GmbH.

## Schlosskapelle
Die Schlosskapelle (Marienkapelle) wurde am 23. Juli 1664 zu Ehren der Unbefleckten Empfängnis Mariä durch Weihbischof Sigismund von Konstanz geweiht. Die Kapelle vereinigt Stilelemente der Renaissance und des Barock. Weiße Pilaster und barock geformte Fenster gliedern die Außenwände. Die aufwändige Ausstattung des im Ohrmuschelstil angefertigten Hochaltars wird dem bekannten Waldshuter Altarbauer Johann Christoph Feinlein zugeschrieben. Im vorderen Bodenbereich eingelassen, befindet sich eine Grabplatte der ehemaligen Oberin des Mädchenheims, Augusta Volk († 1893). In der historischen Kapelle konnte auch der Ordensgründer Johann Baptist Jordan, Gurtweiler Gründer des weltweit verbreiteten Salvatorianer-Ordens, als gesperrter Neupriester 1878 hinter verschlossenen Türen seine Nachprimiz feiern.